# Au voleur
Au voleur ('Houd de dief') is een Franse dramafilm uit 2009 geregisseerd door Sarah Leonor.

## Verhaal
Isabelle geeft Duitse les. Bruno steelt. Wanneer ze elkaar ontmoeten, valt Isabelle voor Bruno. Maar als op een dag de politie achter Bruno aanzit, moeten ze vluchten. Ze vluchten het bos in en vervolgens verder met een boot. Ze verschuilen zich langs de rivier en varen weer door. Als ze op een festival geraken, wordt Bruno herkend door de politie. Bij een schotenwisseling raakt hij gewond. Isabel brengt Bruno met de boot terug naar de bewoonde wereld. Nadat Bruno op de wal geholpen is en hij aan het einde van zijn krachten gekomen lijkt te zijn en de sirenes van de hulpdiensten naderen, verlaat Isabelle Bruno.

## Rolverdeling
- Guillaume Depardieu als Bruno
- Florence Loiret-Caille als Isabelle
- Jacques Nolot als Manu
- Benjamin Wangermee als gendarme Martin
- Rabah Nait Oufella als Ali
- Fejria Deliba als Nouria
- Bruno Clairefond als Emir
- Tony Lemaitre als Stepan